# رقصة النقارة
رقصة النقارة، هي رقصة شعبية من الثقافة والتراث السوداني، تُقام في الأفراح، مثلًا في الأعياد الرسمية والشعبية في الزواج والختان والانتصار في الحرب، وترتبط بالسير. وهي تُعبِّر عن الأفراح أيًّا كان نوعها أو طريقة أدائها.
يُستخدم مصطلح (نقارة) للدلالة على اَلة النقر واسم الرقصة واسم مكان أداء الرقص المصاحب لإيقاع النقارة. ويطلق لفظ نقارة على الآ لات  والإيقاع الذي يعزف عليها  وهى منتشرة في جميع انحاء السودان،   ولكن الإختلاف يكون في التسمية أو الاداء،  وحتى شكل النقارة يختلف من قبيلة إلى أخرى  وتسمى النقارة أو النحاس أو الطبلة. وهى رقصة سريعة  تشترك فيها الفتيات وعادة ما تستخدم أكثر من نقارة لتكون مع بعضها إيقاعات متقاطعة.

## أغاني النقارة
لها أغاني خاصة بها وتتميز هذه الأغاني بالتركيز على فضائل الرجال وقوة التحمل والكرم والشجاعة.

## طريقة الرقص
في معظم قبائل غرب السودان يكون مكان أداء  الرقصة في الوادي أو النقع أو أطراف الحي ويكون الشباب شكل دائري يتوسطهم النقار وهو الذي يضرب النقارة وتكوّن الفتيات دائرة داخلية وهن مصدر الغناء والطرب وأحيانًا يتشكَّل صفٌّ من الفتيات وصفٌّ من الشبان ويرقصون بالرقاب والرؤوس إلى أعلى ويقترب الصفان ثم يتباعدان على إيقاع النقارة.